# Франц Кьолер
Франц Кьолер (на немски: Franz Köhler) е австрийски футболист и треньор. Той е трикратен шампион на България като наставник на Славия (София). Като футболист има 3 мача за националния отбор на Австрия.

## Футболна кариера
Като футболист играе в продължение на 17 сезона за различни отбори в Австрия, включително един сезон в Рапид (Виена). В периода 1926 – 1927 е национал на своята страна. Най-много сезони прекарва в тима на Британауер, с който завършва на второ място в шампионата през сезон 1926/27.

## Треньорска кариера
Бил е треньор в Белгия, Нидерландия, Италия, Франция, Швеция и Словакия, както и на гръцкия Ираклис (Солун).
Оставя ярка следа като треньор на Славия, където пристига на 12 май 1938 г. Веднага под негово ръководство „белите“ се превръщат от средняк в един от водещите отбори в страната. През сезон 1938/39 Славия вдига титлата в Държавното първенство. Австриецът е първият платен наставник в историята на клуба, като сам се заема с организирането и на юношеските формации на столичани.
За няколко месеца през 1940 г. води ФК 13 и извежда тима до победа в турнира за Царската купа. Същата година става селекционер и националния отбор на България, но се задържа само за два мача – след разгромни загуби от Словакия с 1:4 и Германия с 3:7 е освободен от поста. В срещите Кьолер пуска общо 13 дебютанти, но не успява да надскочи тогавашното ниво на футбола у нас.
Успехите със Славия и при втория престой на австриеца не закъсняват. „Белите“ укрепват като боеспособен отбор с футболисти като Димитър Антонов, Георги Китанов, Александър Попов – Врабчо, Тодор Байкушев. Така са спечелени шампионски титли през 1941 и 1943 г., а при последната титла е постигнат и дубъл след побда в турнира за Царската купа. За работата му говори и фактът, че в различни периоди получава оферти от тимовете на Левски и Ботев (Пловдив), както и от швейцарския Лозанаспорт, нидерландския Спарта (Ротердам).
След края на Втората световна война се завръща в Австрия и работи като шофьор на такси във Виена. След това се завръща към треньорската професия. В кариерата си води още Айнтрахт Оснабрюк, националния отбор на Исландия и нидерландския Гоу Ахед Игълс. Работил е и в Жиденице (Бърно), ЛАСК Линц, клубове от Норвегия и Иран.

## Успехи
- Държавно първенство – 1939, 1941, 1943
- Царска купа – 1940, 1943